# Voyager Golden Record

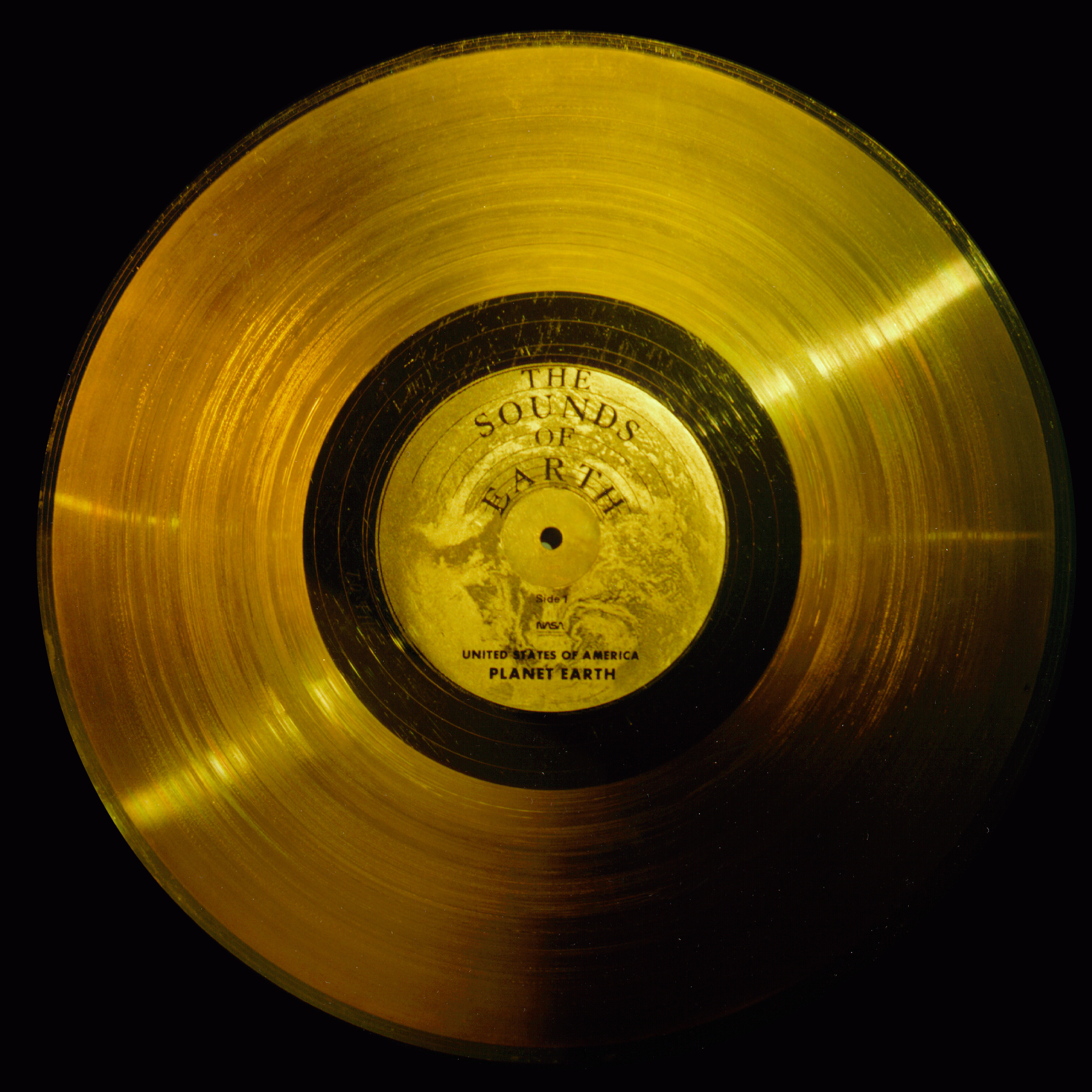
Voyager Golden Record.

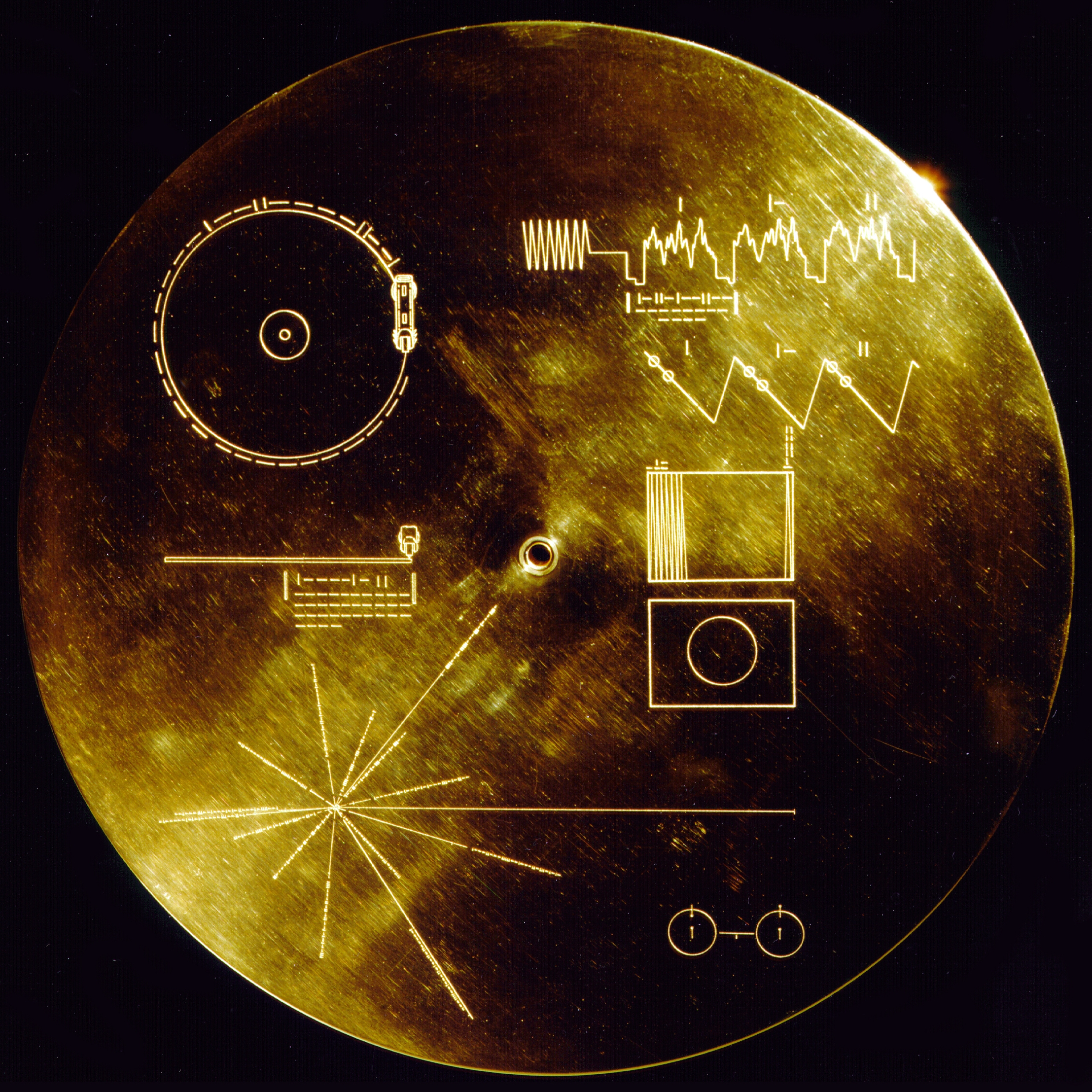
Omslaget till Voyager Golden Record.

Voyager Golden Record är de två grammofonskivor som skickades ut i rymden med Nasas två rymdsonder Voyager 1 och Voyager 2 år 1977.
Skivorna innehåller ljud och bilder som skildrar livet och olika kulturer på jorden och utgör en slags flaskpost, fast i rymden i stället för till havs, och de är avsedda att hittas av andra intelligenta arter i universum. Voyager Golden Record kan ses som en vidareutveckling av Pioneer-plaketterna som Nasa skickade med rymdsonderna Pioneer 10 och 11 tidigare under 1970-talet.
Det kommer att ta ungefär 40 000 år för Voyagersonderna att komma i närheten av en annan stjärna. Chanserna att någon utomjordisk civilisation någonsin ska hitta skivorna är ytterst liten, då farkosterna rör sig i ett, med galaktiska mått, mycket begränsat område. Utsändningen av de två skivorna kan därför snarare ses som en symbolhandling än ett seriöst försök att komma i kontakt med utomjordiskt liv.
Inför 40-årsjubileet 2017 släpptes albumet även på jorden, och det blev möjligt att köpa det som vinylskiva som dubbel-LP. samt som CD.

### Fotnoter
1. ↑  Anna Larsson (25 augusti 2017). ”Voyager firar 40 år i rymden” (på svenska). Populär astronomi. https://www.popularastronomi.se/2017/08/voyager-firar-40-ar-i-rymden/. Läst 14 december 2018.
2. ↑  Peter Ottsjö (3 oktober 2016). ”Nu kan du köpa rymdens vinylalbum” (på svenska). Ny teknik. https://www.nyteknik.se/popularteknik/nu-kan-du-kopa-rymdens-vinylalbum-6792765. Läst 14 december 2018.
3. ↑  Olof Svahn (2 april 2018). ”Så bra är musiken som utomjordingarna ska lyssna på”. SVT. https://www.svt.se/nyheter/vetenskap/sa-har-later-var-musik-till-utomjordingarna. Läst 14 december 2018.
4. ↑  ”Nu kan man köpa Voyagers guldskiva”. Feber. 28 november 2017. https://feber.se/vetenskap/art/374546/nu_kan_man_kpa_voyagers_guldsk/. Läst 14 december 2018.